# Centropogon albolimbatus
Centropogon albolimbatus är en klockväxtart som beskrevs av Franz Elfried Wimmer. Centropogon albolimbatus ingår i släktet Centropogon och familjen klockväxter. Inga underarter finns listade i Catalogue of Life.